# Krzczonów
Krzczonów è un comune rurale polacco del distretto di Lublino, nel voivodato di Lublino.
Ricopre una superficie di 128,15 km² e nel 2004 contava 5 012 abitanti.